# チラス
チラス（ヒンディー語: चलास ウルドゥー語: چلاس 英語: Chilas）は、パキスタン、ギルギット・バルティスタンに位置する都市である。ギルギット・バルティスタン第3の都市。西部はカイバル・パクトゥンクワ州に近い。
この町はシルクロードである。少し北にいけばギルギットがある。

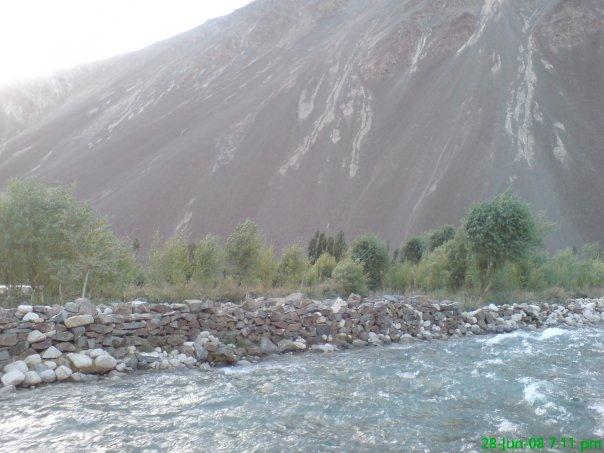
チラス川